# Serie A1 2013-2014 (hockey in-line)
La Serie A1 2013-2014 è stata la 18ª edizione del massimo campionato italiano di hockey in-line. Il torneo ha avuto inizio il 19 ottobre 2013 e si è concluso il 30 aprile 2014.
Lo scudetto è stato conquistato dal Milano Quanta per la quarta volta nella loro storia .

## Squadre partecipanti
| Club            | Stagione | Città                   | Stagione precedente                              |
| --------------- | -------- | ----------------------- | ------------------------------------------------ |
| Asiago Vipers   | dettagli | Asiago (VI)             | 7º in Serie A1                                   |
| Cittadella      | dettagli | Cittadella (PD)         | 5º in Serie A1                                   |
| CUS Verona      | dettagli | Verona                  | In Serie A2, promosso                            |
| Diavoli Vicenza | dettagli | Vicenza                 | 3º in Serie A1, finale dei play-off scudetto     |
| Ghosts Padova   | dettagli | Padova                  | 4º in Serie A1, semifinale dei play-off scudetto |
| Mammuth Roma    | dettagli | Roma                    | 8º in Serie A1                                   |
| Milano Quanta   | dettagli | Milano                  | 1º in Serie A1, vince i play-off scudetto        |
| Molinese        | dettagli | San Giuliano Terme (PI) | 6º in Serie A1                                   |
| Monleale        | dettagli | Monleale (AL)           | 2º in Serie A1, semifinale dei play-off scudetto |
| Novi            | dettagli | Novi Ligure (AL)        | In Serie A2, promosso                            |

## Stagione regolare

### Risultati
| Andata (1ª) | Andata (1ª) | Prima giornata           | Ritorno (10ª) | Ritorno (10ª) |
|             |             |                          |               |               |
| 19 ott.     | 5-7         | Asiago Vipers-Cittadella | 6-3           | 11 gen.       |
| 19 ott.     | 5-8         | Molinese-Ghosts Padova   | 2-4           | 11 gen.       |
| 19 ott.     | 4-4         | Novi-Mammuth Roma        | 3-4           | 11 gen.       |
| 19 ott.     | 0-12        | CUS Verona-Milano Quanta | 0-23          | 11 gen.       |
| 19 ott.     | 2-2         | Diavoli Vicenza-Monleale | 2-1           | 11 gen.       |

| Andata (2ª) | Andata (2ª) | Seconda giornata            | Ritorno (11ª) | Ritorno (11ª) |
|             |             |                             |               |               |
| 26 ott.     | 3-3         | Cittadella-Diavoli Vicenza  | 5-4           | 18 gen.       |
| 26 ott.     | 13-1        | Milano Quanta-Molinese      | 12-1          | 18 gen.       |
| 26 ott.     | 7-3         | Ghosts Padova-Asiago Vipers | 4-4           | 18 gen.       |
| 26 ott.     | 9-6         | Mammuth Roma-CUS Verona     | 2-5           | 18 gen.       |
| 26 ott.     | ?-?         | Monleale-Novi               | 6-3           | 18 gen.       |

| Andata (3ª) | Andata (3ª) | Terza giornata             | Ritorno (12ª) | Ritorno (12ª) |
|             |             |                            |               |               |
| 9 nov.      | 1-2         | Asiago Vipers-Monleale     | 2-5           | 25 gen.       |
| 9 nov.      | 8-5         | Cittadella-Ghosts Padova   | 3-6           | 25 gen.       |
| 9 nov.      | 6-2         | Molinese-Mammuth Roma      | 8-3           | 25 gen.       |
| 9 nov.      | 2-10        | Novi-Milano Quanta         | 0-13          | 25 gen.       |
| 9 nov.      | 0-7         | CUS Verona-Diavoli Vicenza | 3-5           | 25 gen.       |

| Andata (4ª) | Andata (4ª) | Quarta giornata            | Ritorno (13ª) | Ritorno (13ª) |
|             |             |                            |               |               |
| 16 nov.     | 5-5         | Monleale-Cittadella        | 2-3           | 8 feb.        |
| 16 nov.     | 3-8         | Novi-Asiago Vipers         | 6-8           | 8 feb.        |
| 16 nov.     | 7-3         | Ghosts Padova-CUS Verona   | 10-1          | 8 feb.        |
| 16 nov.     | 5-11        | Mammuth Roma-Milano Quanta | 0-9           | 8 feb.        |
| 16 nov.     | 5-5         | Diavoli Vicenza-Molinese   | 3-3           | 8 feb.        |

| Andata (5ª) | Andata (5ª) | Quinta giornata               | Ritorno (14ª) | Ritorno (14ª) |
|             |             |                               |               |               |
| 23 nov.     | 8-5         | Asiago Vipers-Mammuth Roma    | 2-2           | 15 feb.       |
| 23 nov.     | 5-1         | Cittadella-Novi               | 10-3          | 15 feb.       |
| 23 nov.     | 5-2         | Milano Quanta-Diavoli Vicenza | 7-2           | 15 feb.       |
| 23 nov.     | 5-0         | Monleale-Ghosts Padova        | 4-3           | 15 feb.       |
| 23 nov.     | 1-11        | CUS Verona-Molinese           | 2-3           | 15 feb.       |

| Andata (6ª) | Andata (6ª) | Sesta giornata                | Ritorno (15ª) | Ritorno (15ª) |
|             |             |                               |               |               |
| 30 nov.     | 4-3         | Milano Quanta-Monleale        | 5-5           | 22 feb.       |
| 30 nov.     | 3-1         | Molinese-Asiago Vipers        | 3-7           | 22 feb.       |
| 30 nov.     | 3-10        | Mammuth Roma-Cittadella       | 4-12          | 22 feb.       |
| 30 nov.     | 0-4         | CUS Verona-Novi               | 5-4           | 22 feb.       |
| 30 nov.     | 4-5         | Diavoli Vicenza-Ghosts Padova | 2-3           | 22 feb.       |

| Andata (7ª) | Andata (7ª) | Settima giornata            | Ritorno (16ª) | Ritorno (16ª) |
|             |             |                             |               |               |
| 7 dic.      | 6-2         | Asiago Vipers-CUS Verona    | 7-5           | 8 mar.        |
| 7 dic.      | 4-4         | Cittadella-Molinese         | 6-2           | 8 mar.        |
| 7 dic.      | 9-1         | Monleale-Mammuth Roma       | 5-0           | 8 mar.        |
| 7 dic.      | 1-2         | Novi-Diavoli Vicenza        | 1-7           | 8 mar.        |
| 7 dic.      | 2-4         | Ghosts Padova-Milano Quanta | 2-7           | 8 mar.        |

| Andata (8ª) | Andata (8ª) | Ottava giornata               | Ritorno (17ª) | Ritorno (17ª) |
|             |             |                               |               |               |
| 4 gen.      | 4-2         | Asiago Vipers-Diavoli Vicenza | 2-12          | 15 mar.       |
| 4 gen.      | 7-2         | Monleale-CUS Verona           | 7-1           | 15 mar.       |
| 4 gen.      | 0-5         | Novi-Molinese                 | 4-4           | 15 mar.       |
| 4 gen.      | 2-6         | Mammuth Roma-Ghosts Padova    | 1-11          | 15 mar.       |
| 4 gen.      | ?-?         | Cittadella-Milano Quanta      | 3-6           | 15 mar.       |

| \| Andata (9ª) \| Andata (9ª) \| Nona giornata \| Ritorno (18ª) \| Ritorno (18ª) \| \| \| \| \| \| \| \| 21 dic. \| 6-3 \| Milano Quanta-Asiago Vipers \| 14-3 \| 22 mar. \| \| 21 dic. \| 4-4 \| Molinese-Monleale \| 0-3 \| 22 mar. \| \| 21 dic. \| 9-3 \| Ghosts Padova-Novi \| 5-3 \| 22 mar. \| \| 21 dic. \| 3-7 \| CUS Verona-Cittadella \| 1-9 \| 22 mar. \| \| 21 dic. \| 11-3 \| Diavoli Vicenza-Mammuth Roma \| 6-3 \| 22 mar. \| |             |                              |               |               |
| Andata (9ª) | Andata (9ª) | Nona giornata                | Ritorno (18ª) | Ritorno (18ª) |
| |             |                              |               |               |
| 21 dic. | 6-3         | Milano Quanta-Asiago Vipers  | 14-3          | 22 mar.       |
| 21 dic. | 4-4         | Molinese-Monleale            | 0-3           | 22 mar.       |
| 21 dic. | 9-3         | Ghosts Padova-Novi           | 5-3           | 22 mar.       |
| 21 dic. | 3-7         | CUS Verona-Cittadella        | 1-9           | 22 mar.       |
| 21 dic. | 11-3        | Diavoli Vicenza-Mammuth Roma | 6-3           | 22 mar.       |

### Classifica finale
|  | Pos. | Squadra         | Pt | G  | V  | N | P  | GF  | GS  | DR   |
|  | ---- | --------------- | -- | -- | -- | - | -- | --- | --- | ---- |
|  | 1.   | Milano Quanta   | 52 | 18 | 17 | 1 | 0  | 165 | 35  | +130 |
|  | 2.   | Ghosts Padova   | 37 | 18 | 12 | 1 | 5  | 92  | 64  | +33  |
|  | 3.   | Monleale        | 37 | 18 | 11 | 4 | 3  | 80  | 38  | +42  |
|  | 4.   | Cittadella      | 36 | 18 | 11 | 3 | 4  | 104 | 67  | +37  |
|  | 5.   | Diavoli Vicenza | 28 | 18 | 8  | 4 | 6  | 81  | 56  | +25  |
|  | 6.   | Asiago Vipers   | 26 | 18 | 8  | 2 | 8  | 80  | 91  | -11  |
|  | 7.   | Molinese        | 25 | 18 | 7  | 4 | 7  | 73  | 82  | -9   |
|  | 8.   | Mammuth Roma    | 8  | 18 | 2  | 2 | 14 | 53  | 132 | -79  |
|  | 9.   | CUS Verona      | 6  | 18 | 2  | 0 | 16 | 40  | 140 | -100 |
|  | 10.  | Novi            | 4  | 18 | 1  | 1 | 16 | 45  | 113 | -68  |

Legenda:
  Squadra ammessa ai play-off scudetto.
  Squadra campione d'Italia.
  Squadra vincitrice della Coppa Italia.
  Squadra vincitrice della Supercoppa italiana.
      Retrocesse in Serie A2 2014-2015.
Note:
Tre punti a vittoria, uno per il pareggio, zero a sconfitta.
In caso di arrivo di due o più squadre a pari punti, la graduatoria finale è stilata secondo la classifica avulsa tra le squadre interessate che prevede, in ordine, i seguenti criteri:
- punti negli scontri diretti;
- differenza reti negli scontri diretti;
- differenza reti generale;
- reti realizzate in generale;
- sorteggio.

## Play-off scudetto
|  | Semifinali | Semifinali    | Semifinali    | Semifinali    | Semifinali    | Semifinali    | Semifinali    |  |  | Finale | Finale        | Finale        | Finale        | Finale | Finale | Finale |  |
|  |            |               |               |               |               |               |               |  |  |        |               |               |               |        |        |        |  |
|  | 1          | Milano Quanta | Milano Quanta | Milano Quanta | Milano Quanta | Milano Quanta | Milano Quanta |  |  |        |               |               |               |        |        |        |  |
|  | 4          | Cittadella    | Cittadella    | Cittadella    | Cittadella    | Cittadella    | Cittadella    |  |  | 1      | Milano Quanta | Milano Quanta | Milano Quanta | 5      | 5      | 4      |  |
|  | 2          | Ghosts Padova | Ghosts Padova | Ghosts Padova | Ghosts Padova | Ghosts Padova | Ghosts Padova |  |  | 3      | Monleale      | Monleale      | Monleale      | 2      | 2      | 2      |  |
|  | 3          | Monleale      | Monleale      | Monleale      | Monleale      | Monleale      | Monleale      |  |  |        |               |               |               |        |        |        |  |

## Verdetti
| Verdetto                    | Club                      |
| --------------------------- | ------------------------- |
| Campione d'Italia 2013-2014 | Milano Quanta (4º titolo) |
| Retrocessa in Serie A2      | Novi                      |